# كورا ماي براينت
كورا ماي براينت (بالإنجليزية: Cora Mae Bryant)‏ هي مغنية أمريكية، ولدت في 1 مايو 1926 في أوكسفورد في الولايات المتحدة، وتوفي بنفس المكان في 30 أكتوبر 2008.